# Citânia de Sabroso
A Citânia de Sabroso, igualmente conhecida como Castro de Sabroso, é um sítio arqueológico correspondente a um antigo povoado fortificado, situado no concelho de Guimarães, em Portugal. A povoação em si consistia num conjunto de cerca de 39 casas, de planta circular e rectangular, rodeadas por uma cintura de muralhas, que devido às suas dimensões são consideradas como um dos conjuntos mais monumentais do período pré-romano, na região setentrional do país. Foi habitada principalmente durante a segunda metade do primeiro milénio a.C, durante a Idade do Ferro. As primeiras escavações iniciaram-se em 1877, por Francisco Martins Sarmento, e em 1958 foram reiniciados os trabalhos arqueológicos, coordenados pelo professor britânico Christopher Hawkes. Está classificado como Monumento Nacional. O castro é considerado como um dos mais importantes monumentos da cultura castreja em Portugal, sendo um exemplo de um povoado fortificado pré-romano, e um testemunho do processo da romanização, que levou ao seu abandono.

## Descrição

### Localização
O sítio arqueológico situa-se na área do Monte do Coto de Sabroso, nas imediações de São Lourenço de Sande. Do ponto de vista administrativo, integra-se na união de freguesias de Sande, São Lourenço e Balazar, na zona setentrional do concelho de Guimarães. O acesso é feito através do lanço entre Guimarães e Braga da Estrada Nacional 101, e depois pela Estrada Municipal 585, via São Lourenço de Sande. Implanta-se no topo de uma colina com cerca de 270 m de altitude, que faz parte do conjunto montanhoso das serras da Falperra e Sameiro, na fronteira entre os concelhos de Guimarães e Braga. Neste conjunto integra-se também um outro importante sítio arqueológico, o castro da Citânia de Briteiros, situado a cerca de 2,7 Km de distância de Sabroso, no sentido Sudoeste. Encontra-se na margem direita do Rio Ave, estando rodeado por um grande número de cursos de água pertencentes à bacia hidrográfica, como a ribeira da Canhota, que nasce na colina, o rio de Agrela, que corre a oriente, e o dos Paus, no lado ocidental. Assim, ambos os castros, em conjunto com o de Santa Iria e outros na região, teriam sido implantados de forma a melhor controlar o vale do rio Ave. No caso do povoado de Sabroso, este foi disposto num local que facilitava o acesso às terras baixas. Pode desta forma ser considerado como um exemplo da organização territorial típica durante o período da antiguidade na região, com os povoados a implantaram-se no topo de elevações, em locais próximos de cursos de água e dos terrenos mais baixos, permitindo o aproveitamento dos vastos recursos naturais, principalmente através da agropecuária. Devido à sua localização e dimensões muito inferiores às da Citânia de Briteiros, uma das funções de Sabroso poderia ser como posto avançado, servindo de apoio à região que era controlada por aquela cidade.

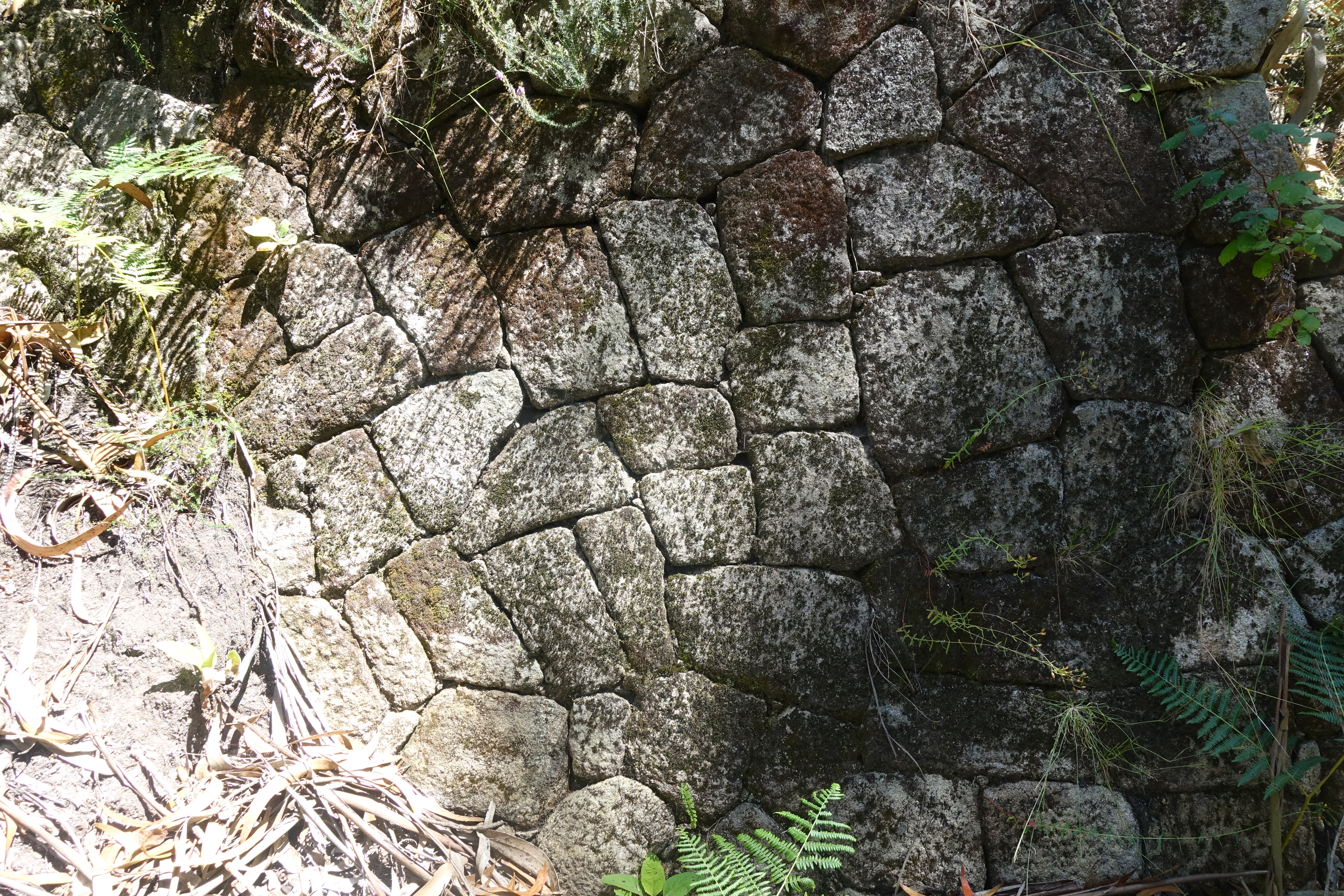
Pormenor de uma estrutura, sendo visível o aparelho em pedra.

### Composição
Consiste num castro ou povoado fortificado, que ocupa a parte superior de uma colina com cerca de 278 m de altura. O sítio arqueológico ocupa uma área aproximada de 3 Ha, com uma área intramuros de cerca de 2 Ha, dimensões muito inferiores às da Citânia de Briteiros.
Segundo o arqueólogo Gonçalo Cruz, a riqueza dos vestígios encontrados no local, e a aposta desmesurada nas defesas, com muralhas de dimensões muito superiores às normalmente encontradas em pequenos castros, pode significar que o povoado tinha uma grande importância, talvez como residência de elites locais, ou do ponto de vista religioso. Esta última hipótese pode ser sustentada pela descoberta de um possível altar, situado no interior do sítio arqueológico, e formado por «um penedo com uma cavidade decorada a toda a volta para sacrifícios», além dos fragmentos de duas estátuas em forma de porcos, que «provavelmente representavam divindades», podendo estar ligadas à utilização do altar. Também existem registos de um monumento funerário associado ao antigo povoado, que já terá sido destruído. Destaca-se igualmente a presença de várias inscrições em penedos no topo da colina, em forma de círculos concêntricos e covinhas. No interior do sítio arqueológico existe também um marco geodésico. Martins Sarmento refere igualmente a presença de um grupo de quatro túmulos «a cerca de 800 passos das suas muralhas», que segundo o arqueólogo seria a área sepulcral do povoado, tendo encontrado no interior de uma das sepulturas uma machadinha de xisto, e noutra três pontas de flecha em sílex, «duas d'ellas tão similhantes ás outras, achadas num dolmen do Neiva, que ninguem será capaz de as extremar, se por acaso as baralhar».
Nas imediações do castro também existia um edifício, que foi identificado por Martins Sarmento como um balneário, mas que terá sido destruído pelo dono dos terrenos ainda no século XIX.

#### Defesas
Foram descobertos os vestígios de duas linhas de muralhas diferentes, que estavam protegidas por fossos, que ainda são visíveis nos cantos a Este e Norte, e que encerravam uma área de 180 por 100 m. A primeira linha, que rodeia o cume do cerro, tinha um perímetro total original de 357 m, do qual restou cerca de 324 m, enquanto que a segunda cria um perímetro adicional de 392 m. Os muros são em talude, e foram construídos com blocos de granito assentes em seco, formando um aparelho de configuração poligonal, com vários lanços que atingem uma altura de três a cinco metros, e uma espessura de cerca de quatro metros e meio. Nos tramos de maiores dimensões, o primeiro lanço de muralhas alcança uma altura de 5,20 m e uma espessura de 4,20 m, que se destacam pela sua grandeza, tendo em conta que se trata de um pequeno castro, sendo consideradas como um dos conjuntos mais monumentais da época pré-romana na região setentrional do país. Nas camadas mais fundas foram encontrados fragmentos de peças de cerâmica, que provavelmente foram utilizados para preencher os alicerces da estrutura. Em vários pontos das muralhas existem vestígios de obras de reforço, que consistiram na construção de muros junto à muralha, aproveitando as fundações originais. Estes muros apresentam uma face com um aparelho poligonal muito bem feito, constituindo um dos elementos de maior interesse no sítio arqueológico. Segundo Martins Sarmento, foram provavelmente feitos no sentido de altear as muralhas originais, mas sem as alterar significativamente, uma vez que também serviam como elemento de suporte ao planalto. A maior parte das muralhas sobreviveram intactas, salvo alguns lanços que foram demolidos no século XX. O acesso ao povoado era feito através de duas portas, uma a Norte, na muralha antiga, e outra a Sul, pela nova muralha.

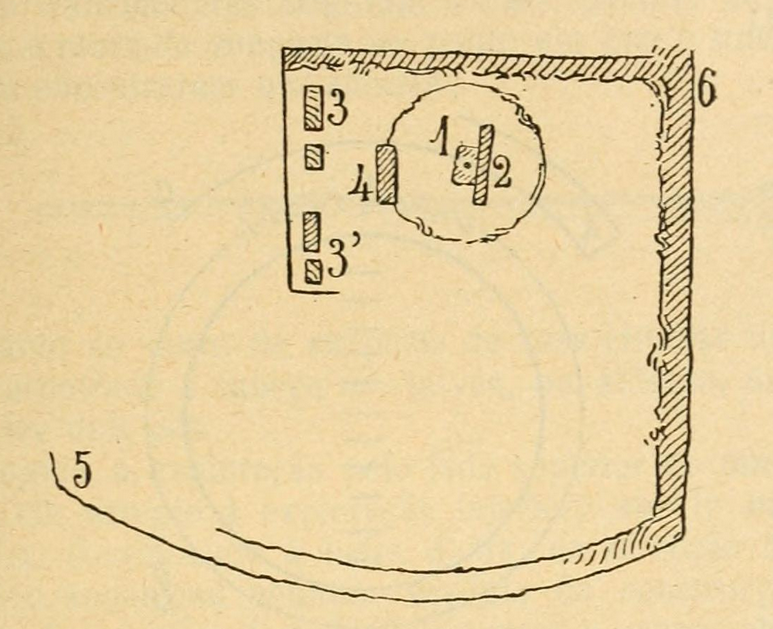
Planta de uma casa escavada por Martins Sarmento. Os números 1 e 2 são pedras no interior da casa, o 4 é a soleira, os elementos 3 são pedras trabalhadas, o 5 é o local onde foi encontrada uma bracelete, e 6 são muros de suporte.

#### Residências
A maior parte das casas estão dispostas no recinto da muralha primitiva, provavelmente devido à natureza dos terrenos no interior da muralha meridional, que apresentam um declive muito mais pronunciado. No interior das muralhas foram encontradas trinta e nove unidades residenciais, das quais trinta e cinco são de planta circular, enquanto que as três restantes são rectangulares, com os cantos arredondados. Duas destas casas rectangulares faziam parte de um conjunto que também contava com uma outra estrutura, que seria uma cisterna. As casas eram em pedra, e algumas tinham coberturas compostas por lâminas de xisto. Pelo menos duas das casas circulares tinham o pavimento interior em lajeado de pedra. Também foram encontradas as ruínas de vários muros, que poderiam ser de suporte ou de divisão entre as unidades familiares. As casas estavam construídas sobre plataformas artificiais, devido ao desnível natural do terreno. Ao contrário da Citânia de Briteiros, onde as casas foram estruturadas segundo uma rigorosa estratégia urbana, em Sabroso a organização interna foi feita de forma muito mais irregular, sem quaisquer planos prévios, com as casas a serem dispostas em núcleos familiares, sem ruas definidas entre elas, o que pode ser explicado pelas reduzidas dimensões do povoado. O total de núcleos familiares era de cerca de vinte, sendo cada um composto por duas ou três casas, provavelmente habitadas por membros da mesma família, e que estavam organizadas em redor de um pátio central, seguindo desta forma o exemplo comum para este tipo de edifícios durante a Idade do Ferro. Tal como sucede na Citânia de Briteiros, os pátios tinham pavimento de lajes.
Martins Sarmento comenta que em termos de arquitectura, o povoado de Sabroso era tão rico como a vizinha Citânia de Briteiros, uma vez que algumas casas tinham portas «cuidadosamente esculturadas». Dentre estas destaca-se um conjunto de peças em pedra formando uma portada, primorosamente esculpida, muito semelhante a um conjunto encontrado em Briteiros. Os elementos laterais da porta estavam decoradas com incisões em forma de círculos concêntricos, tipo de ornamentação que surgiu igualmente noutras peças de Sabroso, tanto em fragmentos de cerâmica como numa placa de bronze. Martins Sarmento classificou estes motivos ornamentais como sendo provavelmente da Idade do Bronze, e equiparou-os aos símbolos da suástica que foram descobertos pelo arqueólogo Heinrich Schliemann na Grécia e na Turquia. Em Sabroso não se encontraram vestígios de influência romana nas casas, ao contrário do que sucedeu em Briteiros, o que poderá ser explicado por a povoação ter sido abandonada antes da introdução deste tipo de elementos. Martins Sarmento descobriu igualmente vestígios de algumas pequenas praças pavimentadas com ladrilhos, além de pelo menos uma calçada.

### Gravuras rupestres
No sítio arqueológico destaca-se também a presença de várias gravuras rupestres, que foram sulcadas nos penedos de granito na parte superior da colina, no interior do castro, registando-se também a presença de um núcleo fora das muralhas. São compostas por círculos concêntricos, espirais, labirintos e covinhas, e integram-se na chamada arte atlântica, que se desenvolveu no período de transição entre o Neolítico e o Calcolítico, sensivelmente entre o quarto e o terceiro milénios a.C.. Um dos elementos mais destacados é um labirintiforme, que segundo a arqueóloga Daniela Cardoso, que estudou as gravuras em 2020, apresenta um estilo comum na «fachada atlântica europeia», desde a Irlanda até à área do rio Vouga, em Portugal, e para o qual foram avançadas várias interpretações, incluindo uma que aponta para «círculos celestes e solares, associados a rituais que desconhecemos». Dois dos afloramentos no interior do castro também são de especial interesse, principalmente aquele onde se situa o marco geodésico, e no qual se encontram gravuras da arte atlântica e duas figuras antropomórficas que provavelmente são posteriores, talvez da Idade do Ferro. Na rocha onde se encontra o altar, e que foi chamada de penedo gamela por Estácio da Veiga, também foram descobertas várias figuras compostas por covinhas alinhadas.
O conjunto de gravuras no exterior do castro situa-se a Sul do sítio arqueológico, na área das Pegadinhas, num afloramento de granito, e é composto por podomorfos, ou seja, representações de pés, cercados por várias covinhas. Os podomorfos são dois, de configuração simétrica, enquanto que as covinhas são de várias dimensões.

### Espólio
Em termos de espólio, foi descoberto um variado conjunto de materiais, que inclui peças de cerâmica, machados de pedra, pelo menos duas estátuas de porco, moedas, e vários elementos de bronze, incluindo fíbulas circulares, e pelo menos uma possível jóia. Em termos de cerâmica, destaca-se a presença de peças simples manuais, sem recurso à roda de oleiro, tendo sido a tipologia de cerâmica encontrada principalmente por Martins Sarmento. Apesar de mais primitivas em relação às encontradas na Citânia de Briteiros, as peças de Sabroso não deixam de apresentar uma grande diversidade em termos decorativos, tendo Martins Sarmento referido que «a variedade dos motivos ornamentaes sobe a muito mais de trinta, sendo o mais favorito o triangulo, ou a piramide, combinada de varios modos, e, bem que menos frequentemente, o circulo singelo, ou dobrado, ás vezes agrupado com ella». No local também foram recolhidas peças mais avançadas, já fabricadas com torno, além de ânforas que foram utilizadas no transporte de produtos como o azeite e o vinho, sendo este último de especial interesse, uma vez que, segundo o arqueólogo Gonçalo Cruz, então não se plantava a vinha na região.
Quanto às jóias e ornamentos corporais, Martins Sarmento relata a presença de braceletes, anéis, alfinetes, broches e fíbulas, sendo este último grupo de especial interesse, tendo Martins Sarmento afirmado que «a fibula mais vulgar em Sabroso, a de móla sem espiral, nunca se encontra na Citania [de Briteiros], bem que a fibula circular, a mais vulgar na Citania, tambem appareça em Sabroso, mas raramente». O conjunto de estatuária merece também uma especial importância, uma vez que, durante as escavações de Francisco Martins Sarmento, só foram descobertas duas peças deste tipo, representando porcos, tendo Martins Sarmento avançado a hipótese que poderiam ter tido um significado além da simples função ornamental, e que teriam sido ídolos. Desta forma, uma vez mais se pode estabelecer um forte contraste entre Sabroso e a Citânia de Briteiros, onde encontradas algumas figuras humanas mas faltam as animais, pelo que teriam já substituído as representações das suas divindades por ídolos antropormóficos. Martins Sarmento descreveu desta forma as duas estátuas: «duma resta apenas o focinho; da outra, muito mais grosseira, escapou toda a cabeça, que tem na parte superior uma saliência quadrada, mostrando evidentemente ter encaixado um corpo. Do corpo ninguem deu noticias. Sabe delle decerto a cunha do montante que destruiu alguns monumentos megalithicos, que parece ter havido dentro do recinto dos muros. A cabeça foi encontrada á superficie superficie do sólo, e no lado do poente; segundo Bermudez, os «tóros» ou «elefantes» de Guizando estavam «mirando á poniente». A calcular pelas dimensões da cabeça, a estatua de Sabroso devia regular por 6 ou 7 palmos de comprido». Também foram encontradas pelo menos duas moedas romanas, uma recolhida por Martins Sarmento, e uma outra em prata, que foi cunhada em Roma no século II a.C..

## História

### Antecedentes e fundação
A ocupação humana na colina pode ser mais antiga do que o próprio castro, uma vez que no local foi encontrado um altar rupestre, cujas formas sugerem que foi utilizado em sacrifícios rituais. Também a presença das várias gravuras rupestres, provavelmente executadas entre o quarto e o terceiro milénios a.C., sugerem uma presença humana muito anterior.
De acordo com os vestígios encontrados no local, o castro de Sabroso terá sido fundada entre os séculos V e III a.C., sensivelmente ao mesmo tempo do de Briteiros, período correspondente ao da Idade do Ferro. Porém, é possível que a Citânia de Briteiros seja muito anterior. De acordo com os autores latinos, a região do Baixo Minho, onde se integram os castros de Sabroso e Briteiros, era habitada pelos povos brácaros, que foram a origem do nome da cidade romana de Bracara Augusta, correspondente à moderna cidade de Braga.
Num artigo publicado na revista A Renascença em 1878, o arqueólogo Francisco Martins Sarmento avançou a teoria de que a ocupação humana no local ter-se-á iniciado na primeira Idade do Ferro, devido à falta de armas em bronze e à presença de fíbulas normalmente atribuídas à transição para este período histórico. Porém, admite que não conseguiu estabelecer uma cronologia mais segura, devido à disposição desordenada em que foram encontrados os materiais, que impediu a sua separação em camadas mais concretas do ponto de vista temporal. Entre os vestígios mais antigos que encontrou, destacam-se várias machados em xisto e granito, que terão sido armas de guerra, além de cinco fragmentos de sílex, produzidos com matéria-prima encontrada nas redondezas, pelo que terão sido fabricados ali mesmo. Realçou igualmente a descoberta de pedras côncavas em granito, que poderão ter sido moinhos de mão circulares. Apesar dos machados apresentarem uma configuração mais comum do Neolítico, poderão ter sido utilizados em simultâneo com armas em ferro, que eram acessíveis apenas aos guerreiros mais abastados. Apesar da ausência de armas em bonze, encontrou várias peças naquele metal em Sabroso, em maior quantidade e diversidade que na Citânia de Briteiros, destacando-se uma que devido às suas reduzidas dimensões e peso poderá ter sido uma jóia. Um outro vestígio relacionado com a Idade do Bronze são os materiais de cerâmica, decorados com triângulos e círculos, motivos que segundo alguns investigadores foram típicos daquele período. As gravuras podomorfas encontradas a Sul do sítio arqueológico também poderão ser da Idade do Bronze, ou contemporâneas da ocupação do castro. Martins Sarmento afirma que o povoado de Sabroso é muito anterior ao de Briteiros, devido não só à presença de vestígios mais antigos, mas também pela configuração dos alicerces das casas; com efeito, enquanto que em Briteiros as casas foram em grande parte erguidas sobre o solo rochoso, em Sabroso existe uma diferença de dois a três metros de altura entre os pavimentos e o chamado solo virgem, com camadas de terra requeimada, misturada com carvão e fragmentos de metais, ossos e cerâmica. Durante esta fase original foi construída uma muralha em redor do cume da colina. A fase mais antiga de ocupação pode ser constatada pela presença de várias peças de cerâmica manual, que foi depois aplicada nos alicerces das muralhas.
Apesar de apresentarem grandes diferenças em termos de dimensões e importância do ponto de vista cultural, económico e militar, os castros de Sabroso e Briteiros tiveram uma forte ligação social entre eles, sendo os seus habitantes muito provavelmente parte da mesma comunidade.

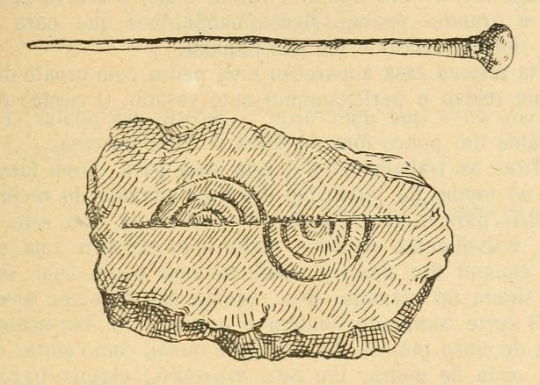
Alfinete e fragmento de edifício decorado com semicírculos concêntricos, encontrados em Sabroso.

### Expansão
O povoado passou depois por uma fase de grande desenvolvimento e ampliação, tendo atingido o seu auge no período correspondente aos séculos II e I a.C., ao mesmo tempo que a Citânia de Briteiros, quando ambas terão atingido um número considerável de habitantes, apesar da destruição provocada pelas incursões romanas. Como parte deste processo de crescimento foi necessário proceder a uma expansão nas muralhas, de forma a proteger também a vertente meridional da elevação, tendo sido demolido o lanço Sul da muralha primitiva. Durante ou logo após a expansão, as muralhas também foram alvo de obras de reforço em toda a sua face externa, tendo sido aplicado um aparelho construtivo mais complexo, de configuração poligonal. A porta no lado Norte do povoado, situada no lanço original, poderá ter sido entaipada quando foi construída a nova muralha, que incluía uma porta própria, virada a Sul. Após as obras, as muralhas passaram a abranger uma área muito maior, passando de cerca de um hectare para quase dois, embora a principal zona urbana tenha continuado a ser a original, já que a nova zona encerrada pelas muralhas era em declive acentuado, onde era mais difícil construir.
O arqueólogo britânico Christopher Hawkes avançou a teoria de que o núcleo original da povoação teria sido destruído como parte das incursões de Décimo Júnio Bruto Galaico, por volta de 138 a.C., e que a expansão das muralhas para Sul poderia ter sido feita como parte das obras de reconstrução, seguindo assim o mesmo modelo já aplicado na Citânia de Briteiros. Segundo Christopher Hawkes, as escavações arqueológicas de 1958 «permitiram estabelecer uma divisão da civilização da Idade do ferro desta região do Norte de Portugal em dois períodos distintos, cada qual caracterizado por seus muros de construção típica e por uma cerâmica também própria de cada um desses períodos. Cronologicamente podemos integrá-los respetivamente nos séculos IV – III e II – I a. C.». Martins Sarmento encontrou também provas de obras nas muralhas, de forma a deixá-las mais elevadas, tendo o arqueólogo avançado a teoria que estes trabalhos poderão ter sido feitos após a incursão romana de 138 a.C., no sentido de melhorar as condições de defesa do povoado. As casas circulares poderão corresponder ao segundo período de ocupação. Estas campanhas militares terão sido feitas no sentido de atacar as tribos situadas entre os rios Tejo e Douro e a Norte deste último, que se tinham aliado aos lusitanos contra Roma, e ao mesmo tempo fazer a exploração desta área, que ainda não estava fazia parte do território romano, ao contrário do Sul da península.

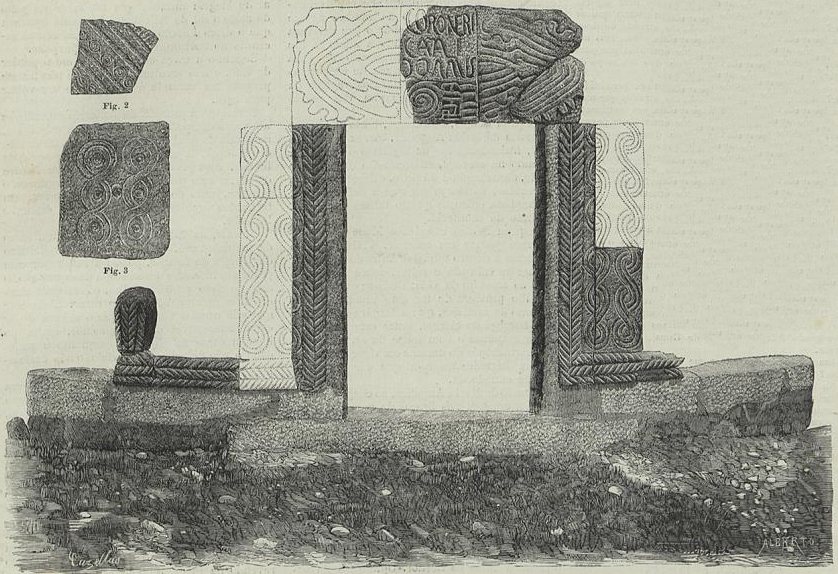
Porta encontrada por Martins Sarmento em Sabroso. Não foi encontrado o elemento superior da porta, pelo que foi substituído no desenho por uma peça oriunda da Citânia de Briteiros. Também estão representados um fragmento de cerâmica e uma placa de bronze, ambos profusamente decorados.

### Declínio e abandono
A conquista definitiva do canto Noroeste da Península Ibérica só terá arrancado após o início da época imperial de Roma, em 27 a.C., tendo sido concluída por volta de 19 a.C.. Enquanto que alguns povos enfrentaram ferozmente as forças romanas, outros, como os brácaros, foram dominados de forma muito mais pacífica. Com efeito, as tropas romanas terão atravessado sem problemas estes territórios durante as guerras cantábricas, que terminaram em 19 a.C., podendo mesmo alguns nativos participado como auxiliares naquele conflito.
Sabroso terá continuado a ser habitado ao longo do período romano, embora, segundo Martins Sarmento, a influência romana terá sido muito reduzida, devido ao baixo número de peças daquele período que encontrou no local. Com efeito, ao contrário da Citânia de Briteiros, onde foram descobertos muitos materiais romanos, em Sabroso foram recolhidos poucas peças relativas àquela civilização, faltando muitos dos elementos mais comuns nos sítios arqueológicos, como tégulas, ânforas e louças. Descreveu os achados romanos em Sabroso como sendo apenas compostos por uma moeda, uma calçada e praças ladrilhadas, sendo estes dois últimos elementos considerados como típicos da influência romana, embora provavelmente já fossem conhecidos na Península Ibérica antes deste período. Assim, o único exemplo inquestionável do período romano foi a moeda, que segundo o numismata Teixeira de Aragão seria do período republicano, «talvez 200 anos antes da era christan». Do período imperial foram recolhidos apenas alguns materiais, incluindo partes de ânforas e cerâmica comum. Esta discrepância entre Sabroso e Citeiros não poderia ser explicada em termos económicos, uma vez que o arqueólogo encontrou ali várias jóias de grande valor, além de peças de cerâmica ricamente decoradas, pelo que avançou a teoria de que o povoado de Sabroso já estaria provavelmente ao abandono quando se iniciou o domínio romano sobre a região. Especulou que o declínio de Sabroso poderá ter sido na realidade parte de um processo de transferência das populações no vale do Rio Ave para a Citânia de Briteiros, que teriam assim procurado um ponto mais forte para se defenderem das incursões por parte de um inimigo mais poderoso. Este poderiam ter sido os romanos, que nesta época já tinham realizado devastadoras campanhas na região, como a de Bruto, e que ultrapassaram com facilidade os primitivos sistemas de defesa dos castros, que tinham sido concebidos para inimigos locais, muito mais fracos. Assim, os habitantes locais, ao invés de se encontrarem dispersos em pequenas povoações, poderão ter procurado concentrar-se numa só fortaleza, garantindo assim uma defesa mais eficaz contra os invasores. Uma hipótese alternativa foi apresentada pelo arqueólogo Gonçalo Cruz, segundo a qual os habitantes não se terão deslocado para muito longe do castro, tendo em conta que o vale se encontrava apenas a umas escassas centenas de metros de distância.
O castro de Sabroso terá sido abandonado no período após o final das guerras cantábricas, em 19 a.C., e durante ou após a fundação da cidade de Bracara Augusta, por volta de 15 a.C.. Durante esta fase da administração romana assiste-se à fundação de várias cidades e outros povoados, aglomerando as povoações nativas, e levando ao declínio ou mesmo extinção dos castros, como Sabroso. Sabroso foi abandonada muito antes do que Briteiros, que terá tido ocupação até ao século II d.C..
Apesar do abandono dos castros, a região do vale do Rio Ave continuou a ser alvo de uma intensa ocupação humana, desde o início do período romano, passando pelo Idade Média, e até à época contemporânea. Posteriormente, as estruturas em Sabroso foram alvo de um processo de desmontagem pelas populações da zona, de forma a aproveitar a pedra, que era de excelente qualidade. Com efeito, já na Memória Paroquial de São Lourenço de Sande, de 1758, menciona-se a existência de um monte conhecido como Sabroso, onde habitualmente se ia buscar pedra para a construção. Esta prática continuou até ao século XIX, tendo alguns dos pedreiros sido entrevistados por Martins Sarmento. Apesar destas referências, as ruínas de Sabroso não foram mencionadas de forma expressa até ao início das escavações arqueológicas no século XIX, em contraste com a Citânia de Briteiros, que surge em várias obras desde o século XVI.

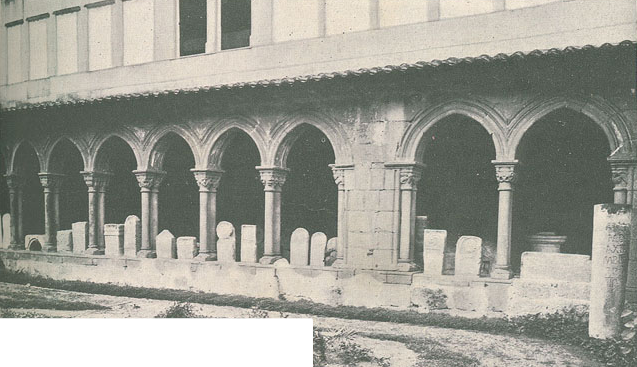
Estelas e outras peças dos castros de Sabroso e de Briteiros, expostas no Museu Arqueológico de Guimarães, em 1910.

### Século XIX
As citânias de Sabroso e de Briteiros têm um grande significado na evolução histórica da arqueologia portuguesa, uma vez que estiveram entre os primeiros sítios a serem investigados em território nacional, permitindo um grande desenvolvimento desta ciência. Assim, o arqueólogo Francisco Martins Sarmento estudou os dois sítios de forma simultânea, tendo sido realizadas três campanhas de escavações, em 1877, 1878 e 1883. Ao contrário do que sucedeu com a Citânia de Briteiros, Martins Sarmento não aquiriu os terrenos onde se situavam os vestígios arqueológicos, que então eram baldios. O espólio das escavações foi reunido no Museu Arqueológico Martins Sarmento, sedeado no antigo Convento de São Domingos, em Guimarães.

### Século XX
O imóvel foi classificado como Monumento Nacional por um decreto de 16 de Junho de 1910, com o nome de Citania de Sabroso, e na categoria dos monumentos lusitanos e lusitano-romanos. Em 1919 o sítio arqueológico foi atingido por um grave caso de vandalismo, tendo sido destruído o penedo onde estava assente o sítio arqueológico, além de algumas gravuras rupestres, motivo pelo qual a Sociedade Martins Sarmento pediu em 1921 à autarquia que lhes fossem cedidos os terrenos, com sucesso, passando a ser a entidade responsável pelo monumento. Em 1928 e 1929 foram feitos trabalhos de manutenção no local, e em 1930 foi elaborada a planta das estruturas no castro de Sabroso, documento que se revelou de grande utilidade durante as operações posteriores de limpeza e reabilitação dos vestígios arqueológicos.
Em 1958 foram retomados os trabalhos arqueológicos, por um grupo de arqueólogos britânicos dirigido por Christopher Hawkes, professor de Arqueologia Europeia na Universidade de Oxford, e que contaram com a colaboração da investigadora Ilid Anthony, que era responsável pelo Verulamium Museum. Esta foi uma das três campanhas coordenadas por Christopher Hawkes em território português, tendo sido igualmente responsável pelas escavações nos castros da Cividade de Âncora e Cuturo, ambos na freguesia de Afife, realizadas no ano seguinte. As pesquisas em Sabroso foram feitas com o apoio da Sociedade Martins Sarmento, tendo sido coordenadas igualmente pelo arqueólogo Mário de Vasconcelos Cardoso. Foram principalmente estudadas as muralhas, tendo sido descobertos fragmentos de cerâmica manual entre a muralha mais antiga, e determinou-se que o circuito defensivo tinha sido alvo de obras de expansão para Sul, com a demolição dos antigos lanços de muralha naquele lado. Tal como sucedeu com as escavações de Martins Sarmento, os trabalhos de 1958 também são considerados de grande importância para a evolução da arqueologia nacional, por terem introduzido várias técnicas inovadoras.
Nos anos 70 os sítios arqueológicos da Citânia de Briteiros e de Sabroso foram alvo de um programa de reabilitação e estudo, promovido pela Sociedade Martins Sarmento em conjunto com a Faculdade de Letras da Universidade do Porto. Assim, em 1974, 1975 e 1977 foram feitas intervenções de limpeza e de conservação em Sabroso, e em 1981 iniciaram-se novos estudos arqueológicos, dirigidos por Teresa Soeiro, Rui Centeno e Armando Coelho, da Universidade do Porto. Durante estas escavações destaca-se a descoberta de várias tipologias de materiais cerâmicos, permitindo uma melhor compreensão das fases de ocupação do povoado.  No âmbito deste programa, também estava prevista a instalação de uma unidade museológica dedicada tanto a Sabroso como à Citânia de Briteiros no Solar da Ponte, que tinha pertencido a Martins Sarmento, e que ficava sensivelmente a meio do percurso entre os dois monumentos. Porém, este programa não foi totalmente implementado devido à falta de recursos da Sociedade Martins Sarmento, tendo-se dado principalmente atenção à Citânia de Briteiros, relegando o castro de Sabroso para segundo plano. Por exemplo, desde os anos 70 que o sítio arqueológico deixou de ser alvo de trabalhos regulares de limpeza, levando ao crescimento desenfreado da vegetação, especialmente mimosas, que por sua vez aumentou o risco de incêndios florestais.

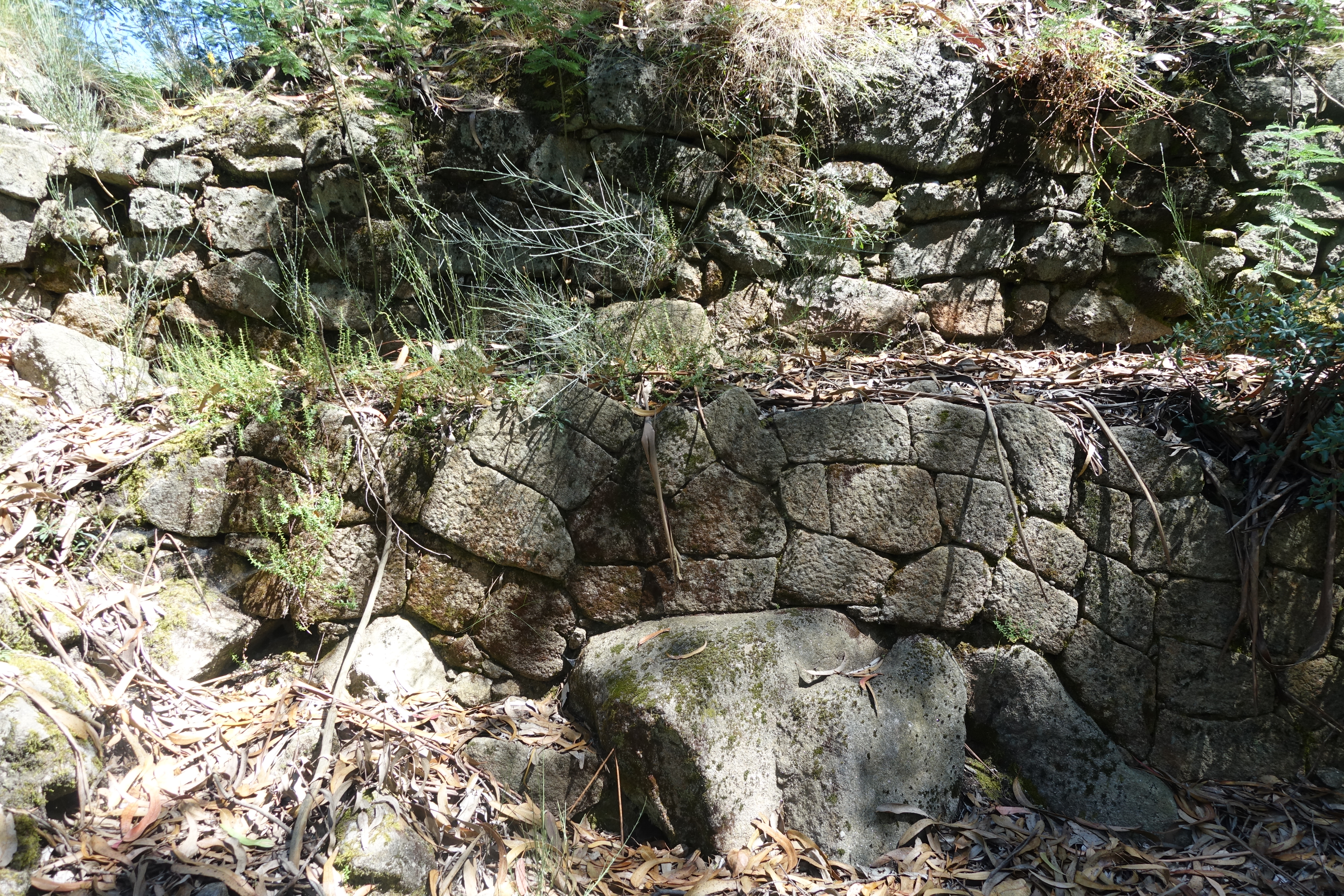
Vestígios de estruturas, em 2020.

### Século XXI
Em 2004, o sítio arqueológico foi atingido por uma obra ilegal de remoção de terras, tendo o o alerta sido dado pelo vereador Carlos Vasconcelos, do Partido Social Democrata, que afirmou que «estamos perante um caso que configura uma conduta criminosa» que deveria merecer um «empenho muito sério da Câmara para punir o seu autor de forma exemplar». O vereador Domingos Bragança, que coordenava o pelouro da fiscalização na autarquia, respondeu que «Estamos a fazer um esforço no sentido de demolir o que não pode ser legalizado e requalificar o que pode ser legalizado», tendo lembrado que na área do sítio arqueológico existiam vários edifícios cuja legalidade estava em causa, e avançado a hipótese que estas obras de remoção de terras poderiam ter sido uma tentativa de interesses privados para construir ali prédios. Em 2005, o Castro de Sabroso foi inserido num programa de inventário dos sítios castrejos na região do Minho, de forma a promover a sua preservação e valorização.
Em Abril de 2009, o portal Guimarães Digital noticiou que um grupo de arqueólogos estava a planear um conjunto de intervenções no castro de Sabroso, como parte de um programa da Sociedade Martins Sarmento para abrir o monumento ao público, que faria parte do mesmo circuito de visita do que a Citânia de Briteiros. Em 2013 foi produzido um plano para a reabilitação do sítio arqueológico, e em 2015 e 2017 voltou a ser alvo de trabalhos arqueológicos, como parte de um programa de colaboração entre a Universidade do Minho e a Sociedade Martins Sarmento, tendo estes últimos sido coordenados por Gonçalo Passos Correia da Cruz e Maria Manuela dos Reis Martins. Também em 2017, as autarquias de Braga e Guimarães lançaram um programa pioneiro para promover e preservar a chamada Paisagem dos Sacro Montes, uma extensa área florestal que incluía também vários monumentos históricos, como as citânias de Briteiros e de Sabroso.
Em Setembro de 2020 iniciou-se uma nova campanha arqueológica nos antigos castros de Sabroso e Briteiros, por parte de uma equipa da Universidade do Minho, no sentido de estudar melhor as gravuras rupestres, destacando-se a descoberta de um labirintiforme na colina de Sabroso, apesar das investigações no local terem sido dificultadas pela densa vegetação. Em 2021, a Sociedade Martins Sarmento alertou que o sítio arqueológico tinha sido alvo de tentativas de assalto através da abertura de valas, podendo ter sido roubadas peças de cerâmica da Idade do Ferro. Neste período, outro dos problemas recorrentes em Sabroso era o vandalismo, que atingia principalmente as gravuras rupestres. Em 2022 foram feitas operações de limpeza e conservação, no sentido de diminuir os efeitos do crescimento das plantas e de vários incêndios florestais sobre os vestígios arqueológicos. Um dos incêndios que atingiram o o monumento foi em 2013, tendo levado à queda de árvores, danificando parcialmente as antigas estruturas, além de sobreaquecer as superfícies em rocha, o que poderia provocar o seu estalamento.
As obras de requalificação foram entregues à empresa ERA Arqueologia em Janeiro de 2022, e custaram cerca de 218 mil Euros, tendo sido financiadas pela autarquia de Guimarães com o apoio do fundos comunitários, na sequência de uma proposta feita pela Sociedade Martins Sarmento em 2013, no âmbito do Orçamento Participativo de Guimarães. Nos trabalhos de recuperação também participou a divisão de arqueologia da Universidade do Minho, e o Laboratório da Paisagem de Guimarães, que elaborou um programa de defesa contra espécies vegetais invasoras. Esta intervenção incluiu a limpeza, conservação e restauro das estruturas, e a instalação de um suporte para proteger a segunda muralha. Também foi colocada uma barreira em redor da propriedade da autarquia, para impedir o acesso de veículos automóveis, mas permitir a circulação de pequenos animais que utilizavam aquela área. Foram igualmente feitas sondagens geofísicas e segundo o método LIDAR, que iriam permitir um melhor registo de vestígios de superfície na envolvente do castro, e descobrir possíveis estruturas ainda enterradas. O monumento foi oficialmente aberto ao público em 25 de Junho de 2023, numa cerimónia que contou acom a presença do presidente da Sociedade Martins Sarmento, Antero Ferreira, do presidente da União de Freguesias, Francisco Gonçalves, do presidente da Câmara Municipal de Guimarães, Domingos Bragança, e do presidente da Assembleia Municipal, José João Torrinha. Antero Ferreira classificou a abertura ao público do Castro de Sabroso como «uma mais que justa homenagem ao sábio Francisco Martins Sarmento, que o descobriu e escavou em 1877 e 1878 e que responde a um desígnio das várias direções da Sociedade Martins Sarmento».

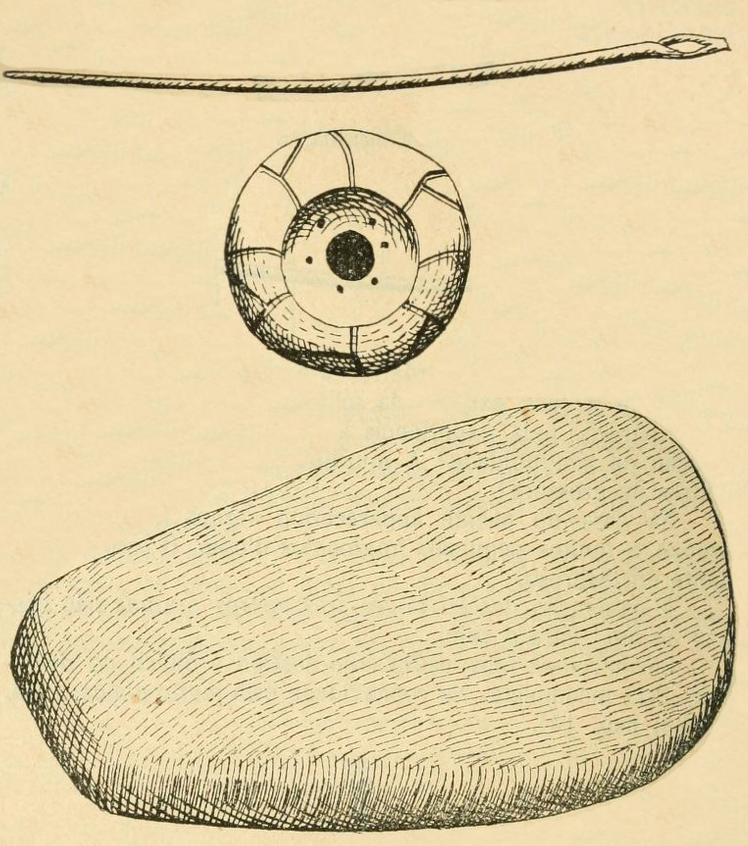
Agulha, fusaiola e machado de pedra, encontrados no Castro de Sabroso.

## Leitura recomendada
- LEMOS, Francisco Sande Lemos (2013). Martins Sarmento e a arqueologia europeia. Guimarães: Sociedade Martins Sarmento e Fundação Cidade de Guimarães. 78 páginas. ISBN 978-972-8078-99-7
- MEIRELES, Maria José; PEREIRA, Rui A.; CAETANO, Joaquim Oliveira (2015). Em volta das nossas gravuras: As gravuras da colecção da Sociedade Martins Sarmento em diálogo com obras de Margarida Lagarto, Pedro Proença, Gina Frazão. Guimarães: Sociedade Martins Sarmento. 79 páginas. ISBN 978-989-8706-02-7
- PIMENTA, José Ramiro (2008). O lugar do passado em Martins Sarmento. Porto: Figueirinhas. 115 páginas. ISBN 978-972-661-211-7